# Copiapoa cinerea subsp. krainziana
Copiapoa cinerea subsp. krainziana ist eine Unterart der Pflanzenart Copiapoa cinerea aus der Gattung Copiapoa in der Familie der Kakteengewächse (Cactaceae). Das Epitheton krainziana ehrt den Schweizer Gärtner und Leiter der Sukkulenten-Sammlung in Zürich Hans Krainz.

## Beschreibung
Copiapoa cinerea subsp. krainziana wächst einzeln oder von der Basis her verzweigend und bildet dabei bis zu einen Quadratmeter große Gruppen. Die graugrünen Triebe sind kugelig bis zylindrisch geformt. Sie messen 6 bis 12 Zentimeter im Durchmesser und sind dicht mit Dornen bedeckt. Die 13 bis 24 Rippen sind gerade. Die Dornen sind sehr variabel; entweder nadelig und fein, weich, gerade oder gebogen und weiß bis gräulich. Es sind 12 bis 20 Mitteldornen und 10 bis 12 Randdornen vorhanden.
Die reingelben Blüten sind 2,5 bis 3,5 Zentimeter lang. Die bis zu ein Zentimeter langen Früchte sind weiß oder rosafarben.

## Verbreitung, Systematik und Gefährdung
Copiapoa cinerea subsp. krainziana ist in Chile in der Region Antofagasta auf Hügeln und in Canyons nördlich von Taltal verbreitet.
Die Erstbeschreibung als Copiapoa krainziana erfolgte 1963 durch Friedrich Ritter. Rudolf Slaba stellte die Art 1997 als Unterart zur Art Copiapoa cinerea. Ein weiteres nomenklatorisches Synonym ist Copiapoa cinerea var. krainziana (F.Ritter) G.J.Charles (1998).
In der Roten Liste gefährdeter Arten der IUCN wird die Art als „Least Concern (LC)“, d. h. als nicht gefährdet geführt.

## Nachweise